# Список эпизодов телесериала «Восприятие»
Список эпизодов американского криминального телесериала «Восприятие», созданного Кеннетом Биллером и Майком Суссманом. Телесериал транслировался с 9 июля 2012 года по 17 марта 2015 года на канале TNT.
Доктор Дэниел Пирс — талантливый эксцентричный нейрофизиолог, которого пригласили в ФБР для оказания помощи в расследовании наиболее сложных дел. Доктор Пирс работает в тесном сотрудничестве с Кейт Моретти, своей бывшей студенткой, которая и завербовала его для работы с Бюро. Также в команде есть Макс Левики — ассистент доктора Пирса, и Натали Винсент — его лучший друг.

## Обзор сезонов
| Сезон | Серии | Серии | Даты показа  | Даты показа      |
| Сезон | Серии | Серии | Первая серия | Последняя серия  |
| ----- | ----- | ----- | ------------ | ---------------- |
| 1     | 10    | 10    | 9 июля 2012  | 17 сентября 2012 |
| 2     | 14    | 14    | 25 июня 2013 | 18 марта 2014    |
| 3     | 15    | 15    | 17 июня 2014 | 17 марта 2015    |

## Список серий

### Сезон 1 (2012)
| № общий | № в сезоне | Название                        | Режиссёр          | Автор сценария               | Дата премьеры    | Зрители в США (млн) |
| --- | ---------- | ------------------------------- | ----------------- | ---------------------------- | ---------------- | ------------------- |
| 1 | 1          | «Pilot» «Пилот»                 | Алан Поул         | Кеннет Биллер и Майк Суссман | 9 июля 2012      | 5,60                |
| Агент ФБР Кейт Моретти привлекает к делу своего бывшего профессора доктора Дэниела Пирса, чтобы тот помог раскрыть убийство фармацевтического руководителя. |            |                                 |                   |                              |                  |                     |
| 2 | 2          | «Faces» «Лица»                  | Грег Биман        | Кеннет Биллер и Майк Суссман | 16 июля 2012     | 5,33                |
| ФБР расследует дело, связанное со смертью невесты по переписке, муж которой имеет заболевание, из-за которого не может распознавать лица. Кейт нравится новому профессору, который не получает особо тёплого отношения от Пирса.                                                                   |            |                                 |                   |                              |                  |                     |
| 3 | 3          | «86'd» «86-й»                   | Деран Сарафьян    | Стивен Толкин                | 23 июля 2012     | 4,54                |
| Во время возобновлённого расследования дела серийного убийцы из 1986 года, улики приводят Кейт и Пирса к женщине по имени Лэйси, которая спаслась от убийцы, однако по-прежнему считает, что на дворе 1986 год. Между тем Левики не доволен Кейт, которая постоянно обращается к Пирсу за помощью. |            |                                 |                   |                              |                  |                     |
| 4 | 4          | «Cipher» «Шифр»                 | Деран Сарафьян    | Джерри Шэнди                 | 30 июля 2012     | 3,73                |
| Пирс натыкается на шифр, оставленный в письме редактору, которое намекает на будущую последовательность преступлений. Левики объявляет забастовку. |            |                                 |                   |                              |                  |                     |
| 5 | 5          | «The Messenger» «Посланник»     | Кристофер Мисиано | Стивен Толкин и Джейсон Нинг | 6 августа 2012   | 4,10                |
| Расследуя смерть экс-наркомана, Пирс и Кейт сталкиваются с культом и мальчиком, который считает, что может разговаривать с Богом. |            |                                 |                   |                              |                  |                     |
| 6 | 6          | «Lovesick» «Томящийся от любви» | Грег Биман        | Джейсон Нинг                 | 20 августа 2012  | 3,90                |
| Пирс помогает Кейт расследовать смерть терапевта, который пытался «вылечить» своих пациентов от их гомосексуальности. Пирс посещает благотворительный гала-концерт, который проводит Дин Хейли. |            |                                 |                   |                              |                  |                     |
| 7 | 7          | «Nemesis» «Немезида»            | Кристофер Мисиано | Аманда Грин                  | 27 августа 2012  | 3,98                |
| Кейт и Пирс расследуют смерть судьи, которого, как считается, убил шизофреник. Кейт узнает больше о борьбе Пирса с шизофренией. |            |                                 |                   |                              |                  |                     |
| 8 | 8          | «Kilimanjaro» «Килиманджаро»    | Таня МакКирнан    | Аманда Грин                  | 3 сентября 2012  | 4,21                |
| Кейт и Пирс расследуют смерть молодой девушки, которая была убита в своей комнате в общежитии, что вынуждает Пирса вернуться к своему прошлому. |            |                                 |                   |                              |                  |                     |
| 9 | 9          | «Shadow» «Тень»                 | Кен Биллер        | Майк Суссман                 | 10 сентября 2012 | 3,54                |
| Пирс становится свидетелем убийства молодого человека, заявляющего о заговоре с участием крупных акул бизнеса и чикагских политиков, а затем обнаруживает, что убийство, возможно, не было реальным.                                                                                               |            |                                 |                   |                              |                  |                     |
| 10 | 10         | «Light» «Свет»                  | Кен Биллер        | Кен Биллер                   | 17 сентября 2012 | 3,49                |
| После того, как Пирс отправляется в психушку, Кейт обнаруживает, что убийство, которое якобы видел Пирс, произошло на самом деле. Пирс встречает своего нового психиатра — доктора Каролину Ньюсом — образ которой он перенял для своей воображаемой подруги Натали.                               |            |                                 |                   |                              |                  |                     |

### Сезон 2 (2013-14)
| № общий | № в сезоне | Название                             | Режиссёр          | Автор сценария                 | Дата премьеры   | Зрители в США (млн) |
| --- | ---------- | ------------------------------------ | ----------------- | ------------------------------ | --------------- | ------------------- |
| 11 | 1          | «Ch-Ch-Changes» «Пере-пере-перемены» | Грег Биман        | Кен Биллер и Джейсон Нинг      | 25 июня 2013    | 4,01                |
| Пирса просят быть свидетелем-экспертом в суде против байкера, которому грозит смертная казнь за пытки и убийство своей жены. Окружным прокурором, ведущим это дело, оказывается Донни, бывший муж Кейт. Побеседовав с байкером, Пирс приходит к выводу, что психологически он совершенно другой человек. Тем временем Пирс начинает отношения с Кэролайн, однако она хочет сохранить это в секрете, поскольку он был её пациентом.                                                                    |            |                                      |                   |                                |                 |                     |
| 12 | 2          | «Alienation» «Психоз»                | Грег Биман        | Майк Суссман                   | 2 июля 2013     | 3,51                |
| Пирс и Кейт расследуют странное дело женщины, утверждающей, что её муж был заменён на инопланетянина. Возвращение Натали в жизнь Пирса накладывает отпечаток на его отношения с Кэролайн. |            |                                      |                   |                                |                 |                     |
| 13 | 3          | «Blindness» «Слепота»                | Джефф Вулно       | Никки Палуга                   | 9 июля 2013     | 4,02                |
| Судья убит во время судебного заседания. Рефери получает удар ножом в середине игры в баскетбол. Однако никто не может сказать, что видел момент убийства. Пирс считает, что жертвы каким-то образом связаны, но остальные агенты ФБР, кроме Кейт, начинают делать ставки на теории поведенческого аналитика. |            |                                      |                   |                                |                 |                     |
| 14 | 4          | «Toxic» «Токсичный»                  | Джефф Вулно       | Уоррен Сюй Леонард             | 16 июля 2013    | 3,23                |
| Пирс соглашается работать над делом известного экологического активиста, касающегося цепочки аномальных неврологических реакций в группе молодых девушек. Однако, исследуя девушек, Пирс обнаруживает, что в основе их недугов лежит тёмный секрет. Тем временем Кейт спрашивает Пирса, почему он работает над делом без неё. |            |                                      |                   |                                |                 |                     |
| 15 | 5          | «Caleidoscope» «Калейдоскоп»         | Кристофер Мисиано | Джонатан Абрамс                | 23 июля 2013    | 3,48                |
| Пирс пытается общаться с асоциальным мужчиной, который может описать детали убийства, используя социальную симуляцию под названием Калейдоскоп. Он оказывается очарованным виртуальной женщиной — и виртуальным караоке. |            |                                      |                   |                                |                 |                     |
| 16 | 6          | «Defective» «Дефектный»              | Эндрю Бернштейн   | Раф Грин и Чарли Дейн          | 30 июля 2013    | 3,40                |
| Пирс и Донни работают вместе после того, как устройство для мозга, предназначенное для управления треморами, оказывается дефектным, что подтверждают многочисленные отчёты по всей стране. Когда доктор соглашается поговорить с Пирсом и Донни, его находят мёртвым, а его жена впадает в кому. Пирс и Донни должны определить, виновата ли корпорация, производящая этот продукт, или происходит что-то ещё. Между тем Макс встречается с бразильянкой, которой пытается помочь получить стипендию. |            |                                      |                   |                                |                 |                     |
| 17 | 7          | «Neuropositive» «Нейроположительный» | Эндрю Бернштейн   | Шон Уайтселл                   | 6 августа 2013  | 3,06                |
| Человек делает признание Кейт на смертном одре, однако она этому не особенно верит и поэтому звонит Пирсу, чтобы узнать, говорит ли он правду. Между тем они изучают серию убийств из прошлого. |            |                                      |                   |                                |                 |                     |
| 18 | 8          | «Asylum» «Психбольница»              | Грег Биман        | Джонатан Абрамс                | 13 августа 2013 | 3,25                |
| Пирса приглашают приехать в психиатрическую больницу для работы; благодаря нескольким галлюцинациям Пирс понимает, что в больнице происходит что-то ужасное. |            |                                      |                   |                                |                 |                     |
| 19 | 9          | «Wounded» «Раненый»                  | Кен Биллер        | Майк Суссман                   | 20 августа 2013 | 3,44                |
| Пирсу предлагается изучить случай с героем войны, которая проявляет жестокое, неустойчивое поведение; он понимает, что причиной такого поведения является неврологическое расстройство, вызванное герпесом. Позже её обвиняют в убийстве бывшего коллеги по взводу, однако Пирса и Кейт доказывают её невиновность. Тем временем девушка Пирса из колледжа возвращается, чтобы преподавать в течение семестра.                                                                                        |            |                                      |                   |                                |                 |                     |
| 20 | 10         | «Warrior» «Воин»                     | Кен Биллер        | Аманда Грин                    | 27 августа 2013 | 3,62                |
| Моретти вменяют уголовное преступление после того, как она взяв дело в свои руки, занимается опасным расследованием. Пирс и Донни стараются очистить её имя, однако когда появляются противоречивые доказательства, даже Кейт начинает сомневаться в собственной невиновности. Донни и Кейт сближаются. |            |                                      |                   |                                |                 |                     |
| 21 | 11         | «Curveball» «Кручёный мяч»           | Грег Биман        | Джейсон Нинг                   | 25 февраля 2014 | 2,02                |
| Пирс помогает в расследовании, когда подросток-аутист обвиняется в убийстве. Дин Хейли собирается убедить вундеркинда с неврозами поступать в его университет. |            |                                      |                   |                                |                 |                     |
| 22 | 12         | «Brotherhood» «Братство»             | Кристофер Мисиано | Шон Уайтселл                   | 4 марта 2014    | 1,71                |
| Брат Левики, Кенни, наносит неожиданный визит. Когда его начинают подозревать в убийстве, лояльность Пирса разрывается между дружбой и правосудием. Заманчивое предложение заставляет Левики задаться вопросом о преданности Пирсу. |            |                                      |                   |                                |                 |                     |
| 23 | 13         | «Cobra» «Кобра»                      | Кристофер Мисиано | Джонатан Абрамс и Никки Палуга | 11 марта 2014   | 2.36                |
| Напряженность возникает между ЦРУ и ФБР после того, как Пирс думает, что ЦРУ может убивать граждан США. Все становится ещё сложнее, когда убивают одного из близких друзей Пирса. Тем временем Моретти пытается преодолеть свои проблемы с доверием к Донни. |            |                                      |                   |                                |                 |                     |
| 24 | 14         | «Obsession» «Одержимость»            | Крис Мисиано      | Раф Грин и Чарли Дейн          | 18 марта 2014   | 1,76                |
| Психическая стабильность Пирса ставится под сомнение, что угрожает работе, когда его обвиняют в преследовании его бывшей девушки Кэролайн Ньюсом. По мере того как ситуация обостряется, Моретти пытается найти реального преследователя с помощью инспектора из Канады. |            |                                      |                   |                                |                 |                     |

### Сезон 3 (2014-15)
| № общий | № в сезоне | Название                       | Режиссёр          | Автор сценария                                       | Дата премьеры   | Зрители в США (млн) |
| --- | ---------- | ------------------------------ | ----------------- | ---------------------------------------------------- | --------------- | ------------------- |
| 25 | 1          | «Paris» «Париж»                | Кен Биллер        | Майк Суссман                                         | 17 июня 2014    | 3,07                |
| В Париже к Пирсу обращается ФБР, чтобы помочь с опасным международным делом. Тем временем Макс и Дин Хейли разрабатывают план по возвращению Пирса в Чикаго. |            |                                |                   |                                                      |                 |                     |
| 26 | 2          | «Painless» «Безболезненный»    | Эрик Маккормак    | Джейсон Нинг                                         | 24 июня 2014    | 2,55                |
| Во время судебного разбирательства в зале суда умирает прокурор. Пирс и Моретти охотятся за убийцей. Тем временем Моретти и Донни обсуждают своё будущее. |            |                                |                   |                                                      |                 |                     |
| 27 | 3          | «Shiver» «Дрожь»               | Кристофер Мисиано | Раф Грин                                             | 1 июля 2014     | 3,19                |
| Пирс приглашён провести разговор с молодым заложником вооружённого ограбленного банка, у которого выявлено расстройство развития. В деле оказываются замешаны ещё бо́льшие деньги. Тем временем отец Пирса Джеймс навещает сына. |            |                                |                   |                                                      |                 |                     |
| 28 | 4          | «Possession» «Обладание»       | Кристофер Мисиано | Уоррен Хсу Леонард                                   | 8 июля 2014     | 2,58                |
| Моретти просит Пирса изучить Елену Дуглас, которая призналась в убийстве и утверждает, что она одержима Дьяволом. Тем временем Донни и Моретти пересматривают свадебные планы. |            |                                |                   |                                                      |                 |                     |
| 29 | 5          | «Eternity» «Вечность»          | Джефф Вулно       | История: Дэвид Иглеман Телесценарий: Джонатан Абрамс | 15 июля 2014    | 2,58                |
| Моретти и Пирс начинают расследование после того, как известный невролог Лэндон Дженнингс найден мёртвым в своем непроницаемом рабочем кабинете. Нагрузка на Левики удваивается, когда отец Пирса Джеймс переезжает жить с ними. |            |                                |                   |                                                      |                 |                     |
| 30 | 6          | «Inconceivable» «Непостижимый» | Джефф Вулно       | Никки Палуга                                         | 22 июля 2014    | 2,85                |
| Моретти должна найти младенца и его похитителя, только чтобы узнать, что ребенок — кукла. Когда «мать ребёнка» обнаруживают убитой, она и Пирс должны разыскать убийцу и выяснить, что случилось с реальным ребенком, и вообще был ли реальный. Тем временем Донни рассматривает возможность покупки дома в пригороде, в результате чего он разговаривает с Моретти на важную тему. |            |                                |                   |                                                      |                 |                     |
| 31 | 7          | «Bolero» «Болеро»              | Алрик Райли       | Таня Баттачарья и Али Лавентул                       | 29 июля 2014    | 2,79                |
| Пирса становится свидетелем смерти владельца галереи в результате припадка, вызванного видеоинсталляцией, и убеждает Моретти, что на самом деле это было убийство. Поиск убийцы раскрывает смелое художественное ограбление. Кроме того, благодаря работе Пирса он пересматривает свои отношения с Натали.                                                                          |            |                                |                   |                                                      |                 |                     |
| 32 | 8          | «Prologue» «Пролог»            | Алрик Райли       | Майкл Суссман                                        | 5 августа 2014  | 2,75                |
| Когда агент ФБР, с которым Пирс работал, но не раскрыл дело, обнаружен мёртвым, терапевт Пирса предупреждает его о опасностях для его психического состояния при пересмотре дела. |            |                                |                   |                                                      |                 |                     |
| 33 | 9          | «Silence» «Тишина»             | ЛеВар Бёртон      | Раф Грин                                             | 12 августа 2014 | 2,87                |
| Снайпер стреляет по вестибюлю федерального здания и ранит агента. Однако, Пирс полагает, что стрелок целился в ближайший сканер безопасности — это задумывалось как акция против технологий. Тем временем Шелби Коулсон предлагает Донни выставить свою кандидатура на должность олдермена.                                                                                         |            |                                |                   |                                                      |                 |                     |
| 34 | 10         | «Dirty» «Грязный»              | ЛеВар Бёртон      | Джонатан Абрамс                                      | 19 августа 2014 | 2,57                |
| После того, как Донни обвиняют в убийстве, Пирс и Моретти намереваются очистить его имя. Тем временем отец Пирса притворяется мужем Руби, женщины с болезнью Альцгеймера, и просит Пирса и Моретти найти беглеца, которого, как утверждает Руби, она узнала. На первый взгляд безобидное расследование подвергает Пирса опасности.                                                  |            |                                |                   |                                                      |                 |                     |
| 35 | 11         | «Brainstorm» «Мозговой штурм»  | Эндрю Бернштейн   | Джейсон Нинг                                         | 17 февраля 2015 | 1,61                |
| После того, как Пирс получает травму, его отец и Пол вынуждены подписать разрешение на рискованное хирургическое вмешательство. Между тем, Пирс работает над раскрытием убийства в стиле Агаты Кристи, которое заставляет его сомневаться во всём. |            |                                |                   |                                                      |                 |                     |
| 36 | 12         | «Meat» «Мясо»                  | Эндрю Бернштейн   | Никки Палуга                                         | 24 февраля 2015 | 1,30                |
| Моретти идёт под прикрытием, чтобы расследовать дело группы по защите прав животных, подозреваемую в нечестной игре в зверских убийствах владельцев мясной компании. Хотя Пирс и помогает раскрыть дело, он делает личное признание Моретти. |            |                                |                   |                                                      |                 |                     |
| 37 | 13         | «Mirror» «Зеркало»             | Элоди Кин         | Кэти Грюэль                                          | 3 марта 2015    | 1,74                |
| Пирс и Моретти расследуют международный скандал связанный с убийством дипломата и репортера. В то же время Моретти пытается написать свои клятвы для своей свадьбы с Донни. |            |                                |                   |                                                      |                 |                     |
| 38 | 14         | «Romeo» «Ромео»                | Кен Биллер        | Аманда Грин                                          | 10 марта 2015   | 1,68                |
| За несколько дней до свадьбы Моретти Пирс расследует дело об убийстве одного из своих учеников. Парень жертвы подозревается в совершении преступления и является психически больным. Пирс также понимает свои чувства к Моретти. |            |                                |                   |                                                      |                 |                     |
| 39 | 15         | «Run» «Беги»                   | Кен Биллер        | Кен Биллер и Джонатан Абрамс                         | 17 марта 2015   | 1,78                |
| Кейт Моретти похищают в день её свадьбы, и Пирсу и Донни приходится спасать её. |            |                                |                   |                                                      |                 |                     |